# Ecuación de Hamilton-Jacobi
La ecuación de Hamilton-Jacobi es una ecuación diferencial en derivadas parciales usada en mecánica clásica y mecánica relativista que permite encontrar las ecuaciones de evolución temporal o de "movimiento".
La ecuación de Hamilton-Jacobi (EHJ) permite una formulación alternativa a la mecánica lagrangiana y la mecánica hamiltoniana (y por tanto a la mecánica newtoniana, basada en el intento de integración directa de las ecuaciones de movimiento). El empleo de la ecuación de Hamilton-Jacobi resulta ventajoso cuando se conoce alguna integral de movimiento.
Además la formulación basada en EHJ es la única formulación de la mecánica en la que el movimiento de una partícula y el de una onda se describen en los mismos términos. Por esto, la EHJ constituye una meta largamente perseguida de la física teórica desde Johann Bernoulli, en el siglo XVIII, que buscó una analogía entre la propagación de ondas y partículas. Esta razón fue la que llevó a Schrödinger a buscar una ecuación para la "mecánica ondulatoria" o mecánica cuántica generalizando la ecuación de Hamilton-Jacobi (en lugar de usar los otros enfoques alternativos de la mecánica clásica). Incluso la primera ecuación para mecánica cuántica relativista, la ecuación de Klein-Gordon, se basó en la EHJ relativista en lugar de otros enfoques alternativos.

## Formulación de la mecánica clásica basada en la EHJ
La ecuación de Hamilton-Jacobi es una ecuación en derivadas parciales no lineal para la función principal de Hamilton {\displaystyle S(q_{1},\dots ,q_{N};t)}, llamada también integral de acción:

(1){\displaystyle H\left(t,q_{1},\dots ,q_{N};{\frac {\partial S}{\partial q_{1}}},\dots ,{\frac {\partial S}{\partial q_{N}}}\right)+{\frac {\partial S}{\partial t}}=0.}

Tal como se describe en este artículo, esta ecuación puede ser deducida de la mecánica hamiltoniana considerando a {\displaystyle S\;} como la función generatriz de una transformación canónica. Los momentos conjugados de las coordenadas corresponden a las derivadas de la función {\displaystyle S\;} con respecto a las propias coordenadas generalizadas:

(2){\displaystyle p_{k}\ {\stackrel {\mathrm {def} }{=}}\ {\frac {\partial S}{\partial q_{k}}}}

Análogamente, las coordenadas generalizadas se pueden obtener como derivadas respecto a los nuevos momentos conjugados, tal como se describe más adelante. Invirtiendo estas ecuaciones algebraicamente, uno puede encontrar las ecuaciones de evolución del sistema mecánico, determinando la variación de las coordenadas con el tiempo. Las posiciones iniciales y las velocidades iniciales aparecen dentro de las constantes de integración para una solución completa de la ecuación (1). Las constantes de integración en este método usualmente coinciden con integrales del movimiento como la energía, el momento angular o el vector de Runge-Lenz.

### Ejemplos
- partícula en un campo de fuerzas conservativo:

{\displaystyle {\frac {1}{2m}}\left[\left({\frac {\partial S}{\partial x}}\right)^{2}+\left({\frac {\partial S}{\partial y}}\right)^{2}+\left({\frac {\partial S}{\partial z}}\right)^{2}\right]+\left({\frac {\partial S}{\partial t}}+V(\mathbf {x} )\right)=0}

## Ecuaciones de movimiento a partir de la EHJ
La ecuación de Hamilton-Jacobi (EHJ) para n coordenadas generalizadas contiene además el tiempo, por lo cual una solución completa de dicha ecuación contendrá n+1 constantes de integración arbitrarias. Como la función {\displaystyle S\;} sólo interviene en la EHJ a través de sus derivadas primeras una de estas constantes será aditiva y por tanto una integral completa de la ecuación tendrá la forma:

(3){\displaystyle S(q_{1},\dots ,q_{n})=f(t,q_{1},\dots ,q_{n};\alpha _{1},\dots ,\alpha _{n})+A}

Donde las n+1 constantes son precisamente α1, ..., αn y A. Para encontrar la solución de las ecuaciones de movimiento basta construir n ecuaciones algebraicas:

(4){\displaystyle {\frac {\partial S(t,q_{i},\alpha _{i})}{\partial \alpha _{i}}}=\beta _{i}}

Invirtiendo estas ecuaciones para despejar las coordenadas generalizadas qi se obtienen dichas coordenadas como función del tiempo y de 2n coordenadas, tal como se habría obtenido por los métodos de la mecánica lagrangiana o la mecánica hamiltoniana.
Esta solución puede ser justificada si pensamos en la función {\displaystyle f(t,q_{1},\dots ,q_{n};\alpha _{1},\dots ,\alpha _{n})} como la función generatriz de una transformación canónica, donde las constantes  α1, ..., αn representan los nuevos momentos conjugados asociados a dicha transformación, del hecho que f sea una función generatriz de segundo tipo implicará que:

{\displaystyle p_{i}={\frac {\partial f}{\partial q_{i}}}\quad \beta _{i}={\frac {\partial f}{\partial \alpha _{i}}}\quad {\bar {H}}=H+{\frac {\partial f}{\partial t}}}

Pero como la función f satisface la ecuación de Hamilton-Jacobi la nueva hamiltoniana {\displaystyle {\bar {H}}} será nula y por tanto:

{\displaystyle {\dot {\alpha }}_{i}=-{\frac {\partial {\bar {H}}}{\partial \beta _{i}}}=0\qquad {\dot {\beta }}_{i}=+{\frac {\partial {\bar {H}}}{\partial \alpha _{i}}}=0}

Y por tanto la solución trivial del anterior sistema es αi = cte. y βi = cte. , puesto que las αi son conocidas, porque conocemos una integral completa, las βi pueden obtenerse de la condición:

{\displaystyle \beta _{i}={\frac {\partial f}{\partial \alpha _{i}}}={\frac {\partial S}{\partial \alpha _{i}}}}

Que es precisamente la solución que se había señalado anteriormente.

### Separación de variables
En muchos sistemas físicos importantes para encontrar las solución de las ecuaciones de movimiento en el enfoque de Hamilton-Jacobi se busca una solución completa de dicha ecuación por el método de separación de variables.
Un caso interesante se presenta cuando alguna de las coordenadas, por ejemplo q1, sólo aparece formando una combinación con la derivada de la acción respecto de la propia q1, es decir, cuando la ecuación de Hamilton-Jacobi puede escribirse en la forma:

(5a){\displaystyle H\left(t,q_{i};{\frac {\partial S}{\partial q_{i}}},\phi \left(q_{1},{\frac {\partial S}{\partial q_{1}}}\right)\right)+{\frac {\partial S}{\partial t}}=0}

En ese caso puede buscarse una solución de la forma:

(5b){\displaystyle S={\hat {S}}(t,q_{j})+S_{1}(q_{1})\qquad j\neq 1}

La substitución de una ecuación de este tipo en la (5a) permite reducir el número de variables involucrada en una unidad ya que se cumplirían simultáneamente las relaciones:

{\displaystyle H\left(t,q_{i};{\frac {\partial {\hat {S}}}{\partial q_{i}}},\alpha _{1}\right)+{\frac {\partial {\hat {S}}}{\partial t}}=0\qquad \land \qquad \phi \left(q_{1},{\frac {\partial S_{1}}{\partial q_{1}}}\right)=\alpha _{1}}

En algunos casos de sistemas totalmente integrables de hecho este procedimiento se puede repetir para cada una de las variables obteniéndose una integral completa mediante cuadraturas simples de la forma:

(5c){\displaystyle S=-E(\alpha _{1},\dots ,\alpha _{n})t+\sum _{k}S_{k}(q_{k};\alpha _{1},\dots ,\alpha _{n})}

### Coordenadas cíclicas
En mecánica hamiltoniana se llama coordenadas cíclica a una coordenadas {\displaystyle q_{i}\;} que no aparece explícitamente en el hamiltoniano. Una coordenada cíclica es siempre un caso particular en el que la ecuación de Hamilton-Jacobi puede escribirse en forma (5a) pudiéndose lograr la reducción de la ecuación en una variable mediante el cambio:

(6){\displaystyle S={\hat {S}}(t,q_{j})+\alpha _{1}q_{1}\qquad j\neq 1}

Para un sistema conservativo el tiempo t se comporta de manera análogo a una coordenada cícilica, como se puede ver a partir de la forma de la solución (5c).

### Ejemplos de separabilidad
Fijado un sistema de coordenadas, la ecuación de Hamilton-Jacobi admitirá separación de variables en dicho sistema de coordenadas dependiendo de la forma funcional de la energía potencial. A continuación van algunos ejemplos:
- Coordenadas esféricas. Este tipo de coordenadas son frecuentes en la teoría del potencial para analizar el movimiento planetario por ejemplo. Típicamente el hamiltoniano para este tipo de sistemas tiene la forma:

{\displaystyle H={\frac {1}{2m}}\left(p_{r}^{2}+{\frac {p_{\theta }^{2}}{r^{2}}}+{\frac {p_{\phi }^{2}}{r^{2}\sin ^{2}\theta }}\right)+U(r,\theta ,\phi )}

Y el problema de encontrar las trayectorias bajo dicho hamiltoniano admitirá separación de variables si la función de energía potencial tiene la siguiente forma:

{\displaystyle U(r,\theta ,\phi )=U_{r}(r)+{\frac {U_{\theta }(\theta )}{r^{2}}}+{\frac {U_{\phi }(\phi )}{r^{2}\sin ^{2}\theta }}}

Muchos problemas físicamente importantes frecuentemente tienen simetría axial por lo que {\displaystyle U_{\phi }(\phi )=0\,}, y en esas circunstancias la acción admite una solución dependiente de tres constantes {\displaystyle (E,p_{\phi },\beta )\,} de la forma:

{\displaystyle S(r,\theta ,\phi ;t)=-Et\ +\ p_{\phi }\phi \ +\ \int \left[\beta -2mU_{\theta }(\theta )-{\frac {p_{\phi }^{2}}{\sin ^{2}\theta }}\right]^{1/2}d\theta \ +\ \int \left[2m(E-U_{r}(r))-{\frac {\beta }{r^{2}}}\right]^{1/2}dr}

- Coordenadas elípticas.

## Derivación de la EHJ
De la propia definición del funcional de acción se sigue trivialmente la siguiente relación entre la acción y el lagrangiano:

{\displaystyle {\frac {dS}{dt}}=L}

Por otra parte , considerando la acción como una función de las coordenadas, los momentos conjugados y el tiempo se tiene que:

{\displaystyle {\frac {dS}{dt}}={\frac {\partial S}{\partial t}}+\sum _{i}{\frac {\partial S}{\partial q_{i}}}{\dot {q}}_{i}={\frac {\partial S}{\partial t}}+\sum _{i}p_{i}{\dot {q}}_{i}=L}

De esta última ecuación se deduce simplemente que:

{\displaystyle {\frac {\partial S}{\partial t}}=L-\sum _{i}p_{i}{\dot {q}}_{i}=-H(p_{i},q_{i})}

Ya que el segundo término coincide precisamente con la definición del Hamiltoniano. Esta última ecuación coincide con la ecuación de Hamilton-Jacobi si en ella se sustituyen de nuevo los momentos conjuntados por las derivadas de la acción respecto a las coordenadas.

## Ecuación de Hamilton-Jacobi relativista
La ecuación de Hamilton-Jacobi relativista para una partícula libre en un espacio-tiempo de Minkowski tiene usualmente la siguiente forma:

(6){\displaystyle \left({\frac {\partial S}{\partial x}}\right)^{2}+\left({\frac {\partial S}{\partial y}}\right)^{2}+\left({\frac {\partial S}{\partial z}}\right)^{2}-{\frac {1}{c^{2}}}\left({\frac {\partial S}{\partial t}}\right)^{2}=-m_{0}^{2}c^{2}}

Introduciendo en la anterior ecuación {\displaystyle S=S'-mc^{2}t\;} puede obtenerse el límite clásico de dicha ecuación:

{\displaystyle {\frac {1}{2m}}\left[\left({\frac {\partial S'}{\partial x}}\right)^{2}+\left({\frac {\partial S'}{\partial y}}\right)^{2}+\left({\frac {\partial S'}{\partial z}}\right)^{2}\right]-{\frac {1}{2mc^{2}}}\left({\frac {\partial S'}{\partial t}}\right)^{2}+{\frac {\partial S'}{\partial t}}=0}

En la teoría de la relatividad general usando un sistema de coordenadas arbitrario y usando el convenio de sumación de Einstein la forma covariante usual de la ecuación para una partícula libre es:

(7){\displaystyle g^{ik}\left({\frac {\partial S}{\partial x^{i}}}\right)\left({\frac {\partial S}{\partial x^{k}}}\right)=-m_{0}^{2}c^{2}}

## Ecuación de Hamilton-Jacobi y mecánica cuántica
La formulación basada en la ecuación de Hamilton-Jacobi es la primera formulación completa de la mecánica clásica que es aplicable tanto a partículas como a ondas. Es por eso que cuando De Broglie propuso el comportamiento dual onda-corpúsculo en 1923 para dar cuenta de ciertos hechos experimentales, se tratara de buscar una ecuación para la "onda de materia" basada en esta ecuación, ya que a grandes escalas dicha onda debía manifestarse como partícula, así que parecía que una generalización de la formulación de Hamilton-Jacobi, era la forma más sencilla de encontrar esa ecuación de ondas.
De hecho dicha "ecuación de ondas" continuando con el planteamiento de De Broglie fue obtenida por Schrödinger en 1925 cuando formuló la hoy conocida como ecuación de Schrödinger:

{\displaystyle i\hbar {\partial \Psi (t,{\vec {r}}) \over \partial t}=-{\hbar ^{2} \over 2m}{\overrightarrow {\nabla }}^{2}\Psi (t,{\vec {r}})+V({\vec {r}},t)\Psi (t,{\vec {r}})}

Donde la función de onda se relacionaría con la función de acción que aparece en la ecuación de Hamilton-Jacobi sería: {\displaystyle \psi =e^{iS/\hbar }} relación que una vez introducida en la ecuación de Schrödinger lleva al siguiente límite clásico:

{\displaystyle {\frac {\partial S}{\partial t}}+{\frac {1}{2m}}\left[\left({\frac {\partial S}{\partial x}}\right)^{2}+\left({\frac {\partial S}{\partial y}}\right)^{2}+\left({\frac {\partial S}{\partial z}}\right)^{2}\right]+V(x)={\frac {i\hbar }{2m}}\Delta S}

Ecuación que coincide con la ecuación de Hamilton-Jacobi para una partícula en un potencial V(x), excepto por un término adicional, que resultaría despreciable en el nivel macroscópico dada la pequeñez de la constante de Planck {\displaystyle \hbar }.